# St-Médard (Croix-Moligneaux)

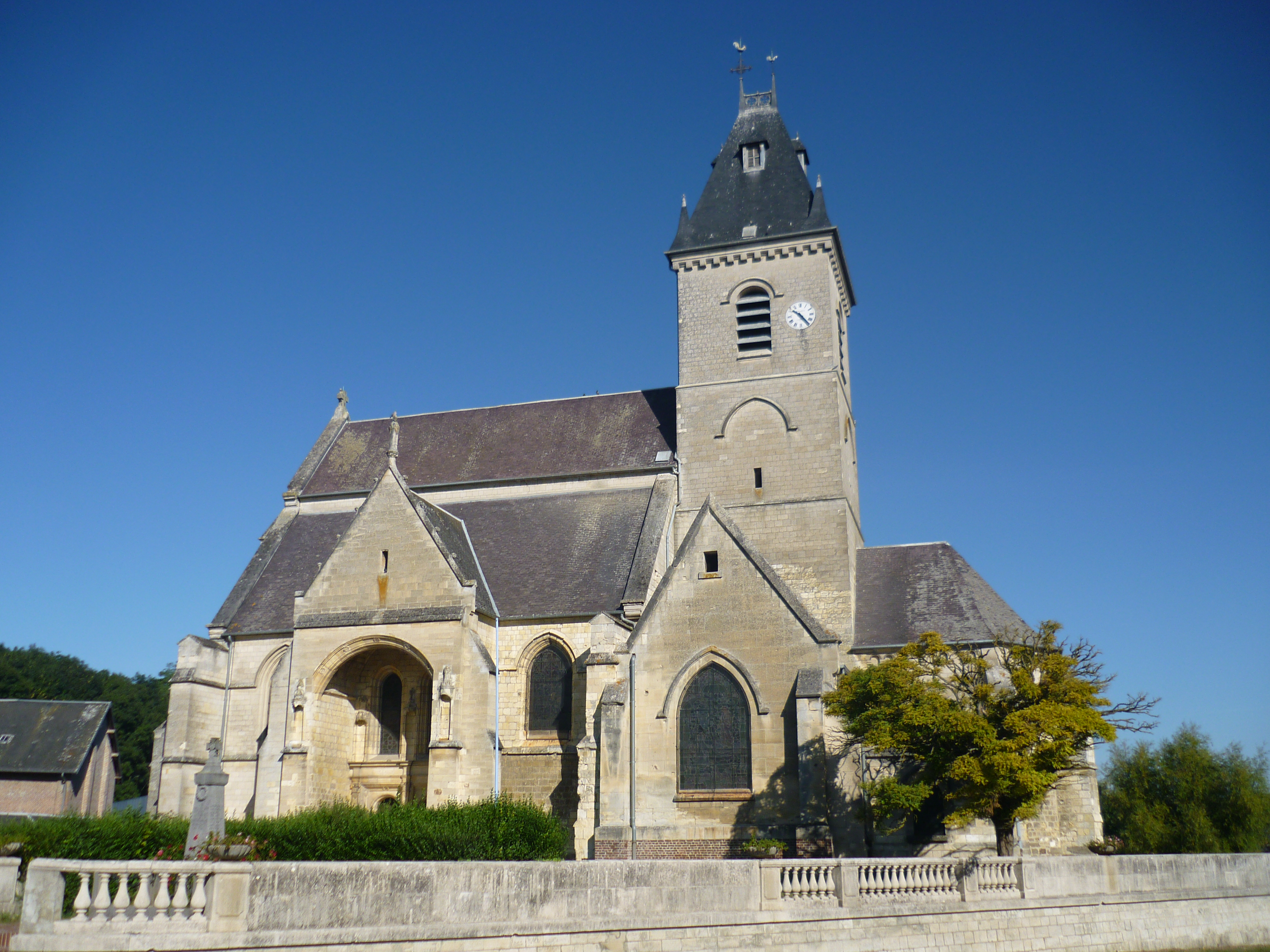
Die Kirche von Südosten

Die römisch-katholische Kirche Saint-Médard in Croix-Moligneaux ist eine im romanisch-gotischen Übergangsstil errichtete Kirche aus dem 12. Jahrhundert im Département Somme in der Region Hauts-de-France (Frankreich). Sie ist seit 1922 als Monument historique klassifiziert.

## Geschichte
Der Bau der Kirche geht auf die Kanoniker von Noyon zurück, die an der Seigneurie (Grundherrschaft) von Croix beteiligt waren.

## Bau
Der Chor der Kirche stammt aus dem 13. Jahrhundert. Der eingestürzte Turm wurde im 17. Jahrhundert und nach dem Ersten Weltkrieg erneuert. Das Gewölbe wird von mächtigen Pfeilern getragen. Das Renaissanceportal auf der Südseite besitzt eine Vorhalle, die von einem mit Rauten verzierten Rundbogen in der Archivolte überwölbt wird.

## Ausstattung
Der geschnitzte Hochaltar stammt aus dem 17. Jahrhundert. Bemerkenswert sind die Bleiglasfenster.